# Impatiens lecomtei
Impatiens lecomtei är en balsaminväxtart som beskrevs av Joseph Dalton Hooker. Impatiens lecomtei ingår i släktet balsaminer, och familjen balsaminväxter. Inga underarter finns listade i Catalogue of Life.